# 1900–1901-es Challenge Kupa
Az 1900–1901-es Challenge Kupa volt a sorozat negyedik kiírása. A cseh csapatok csatlakozásával a kupa nemzetközi jellegűvé vált. Ezzel együtt módosult a lebonyolítási rendszer is: az osztrák és a cseh torna győztese mérkőzhetett meg a bécsi döntőben. A győztes egy újabb osztrák csapat, a Wiener AC lett.

## Mérkőzések

### Ausztria

#### Elődöntő
| 1900. december 2. |

| First Vienna FC | 1–2   | Vienna Cricket FC             |
| --------------- | ----- | ----------------------------- |
| Harry (1-1)     | (0–1) | Redfern (0-1) Falke (2-1) 90' |

| Bécs |

| 1900. december 30. |

| Wiener AC   | 4–2   | FC 98                         |
| ----------- | ----- | ----------------------------- |
| Harry (1-1) | (2–1) | Redfern (0-1) Falke (2-1) 90' |

| Bécs |

#### Döntő
| 1901. március 10. |

| Wiener AC | 5–3   | Vienna Cricket FC |
| --------- | ----- | ----------------- |
|           | (4–1) |                   |

| WAC-Platz, Bécs |

### Csehország
| 1900. október 21. |

| SK Slavia Praha | 13–1 | CAFC Vinohrady |
| --------------- | ---- | -------------- |
|                 |      |                |

| Prága |

### Nemzetközi döntő
| 1901. április 21. |

| Wiener AC            | 1–0   | SK Slavia Praha |
| -------------------- | ----- | --------------- |
| Taurer (első félidő) | (1–0) |                 |

| WAC-Platz, Bécs |